# Adolph Dibbern
Adolph Dibbern (* 16. Februar 1825 in Altona bei Hamburg; † 6. Oktober 1859 in Danzig, Königreich Preußen) war ein deutscher Schauspieler und Theaterdirektor in Altona, Elbing und Danzig.

## Leben und Wirken
Adolph Dibbern stammte aus einer angesehenen Altonaer Familie. Sein Wunsch, Schauspieler zu werden, wurde von den Eltern zunächst nicht gern gesehen. Deshalb trat er bei seinem Bühnendebüt am Altonaer Stadttheater 1846 als Adolph Nordt auf. Um 1850 nahm er am Krieg gegen Dänemark teil. Danach spielte er in Köln und Düsseldorf, nun unter seinem richtigen Namen. Dort verlobte er sich mit der Schauspielerin Rosa Götz.
1851 oder 1853 wurde Dibbern Direktor des Stadttheaters Altona. 1853 heiratete er. Im Herbst 1858 leitete er das Theater in Elbing in Westpreußen, seit 1859 dann das Stadttheater Danzig.
Dort starb er am 6. Oktober 1859 an der Cholera.
Seine Frau Rosa Dibbern wurde Anfang 1860 seine Nachfolgerin als Direktorin und übte diese Funktion drei Jahre lang erfolgreich aus. Ihr gemeinsamer Sohn war der Kapellmeister Karl Dibbern.
Ein Porträt von ihm befindet sich in der Theatersammlung der Staats- und Universitätsbibliothek Hamburg.